# Björn Steiger Stiftung

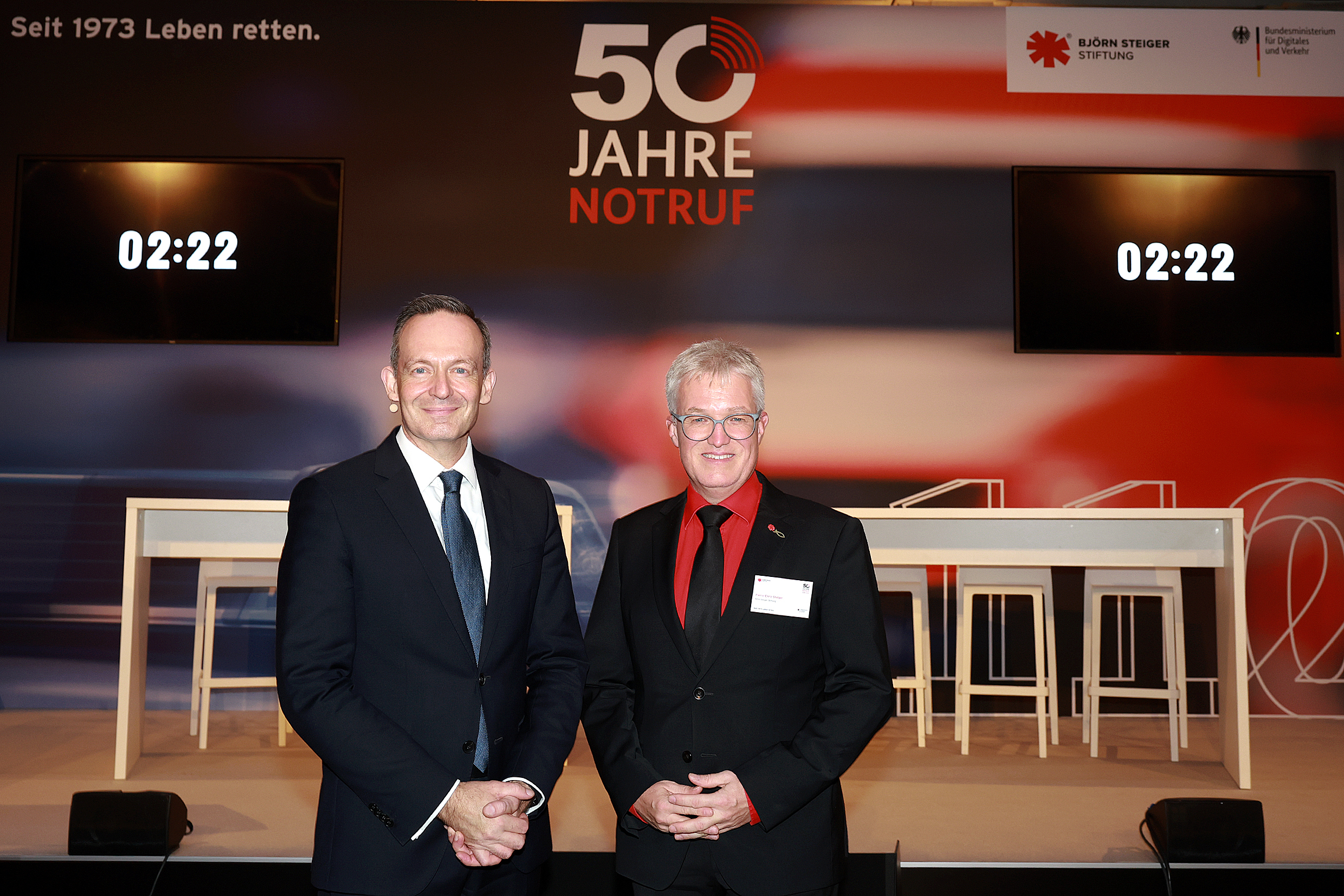
Festakt zu 50 Jahren Notruf 110/112 in Berlin: Volker Wissing, Bundesminister für Digitales und Verkehr, und Pierre-Enric Steiger, Präsident der Björn Steiger Stiftung

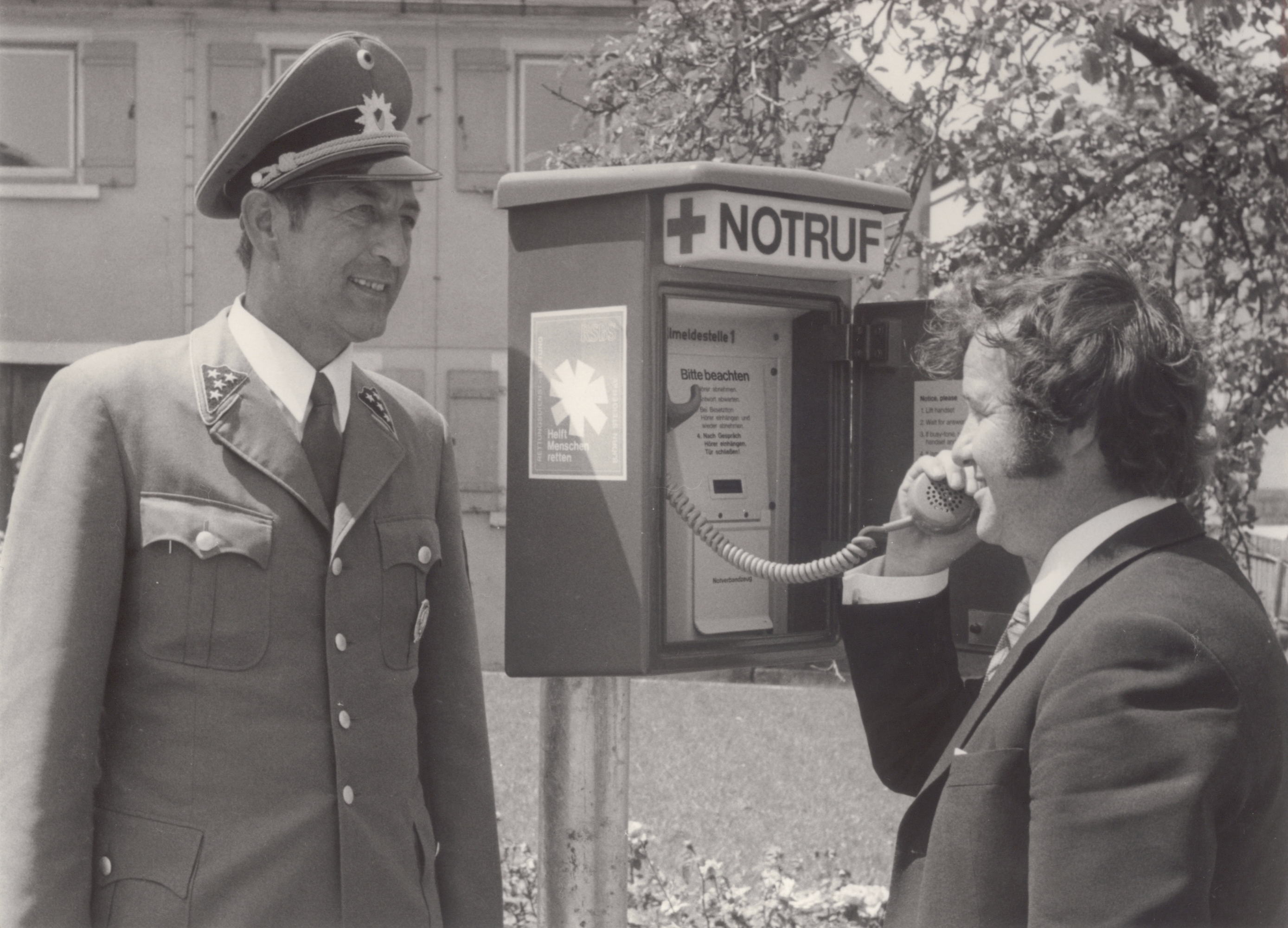
Siegfried Steiger telefoniert mit einem aufgestellten Notruftelefon in Anwesenheit eines Polizisten, 1971

Die Björn Steiger Stiftung ist eine Stiftung des bürgerlichen Rechts mit dem Ziel, die Notfallhilfe und das Rettungswesen in Deutschland zu verbessern. Sie ist nach dem achtjährigen Björn Steiger benannt, der im Jahr 1969 nach einem Verkehrsunfall wegen fehlender zeitnaher und professioneller Hilfe starb. Die Björn Steiger Stiftung hat einen wesentlichen Anteil zum Aufbau eines modernen Rettungsdienstes in Deutschland beigetragen. Einheitliche Notrufnummern, Notrufsäulen am Straßenrand, Luftrettung, Baby-Notarztwagen, Handy-Ortung durch Rettungsleitstellen und Laien-Defibrillatoren gegen den Herztod gehören zu den Projekten, die die Stiftung angestoßen hat.

## Vorgeschichte

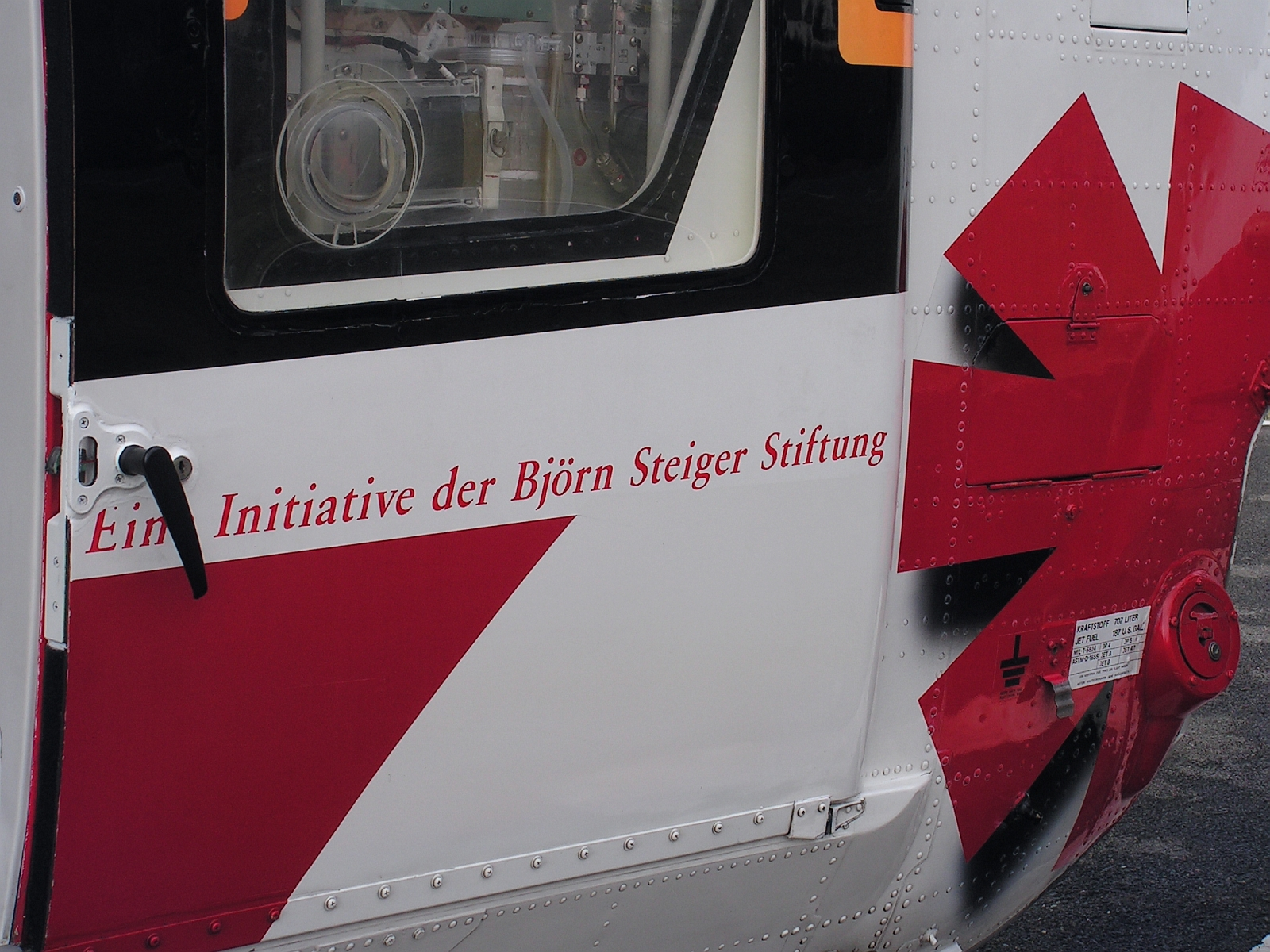
Björn-Steiger-Stiftung: Initiativen bei der Unfallrettung

Björn Steiger wurde am 10. Mai 1960 in Winnenden geboren. Am 3. Mai 1969 wurde er auf dem Nachhauseweg vom Schwimmbad von einem Auto angefahren. Obwohl wiederholt die Polizei und die Rettungskräfte alarmiert wurden, dauerte es fast eine Stunde, bis der Krankenwagen am Unfallort eintraf. Björn Steiger starb noch während des Transports ins Krankenhaus an einem Schock.

## Entwicklung

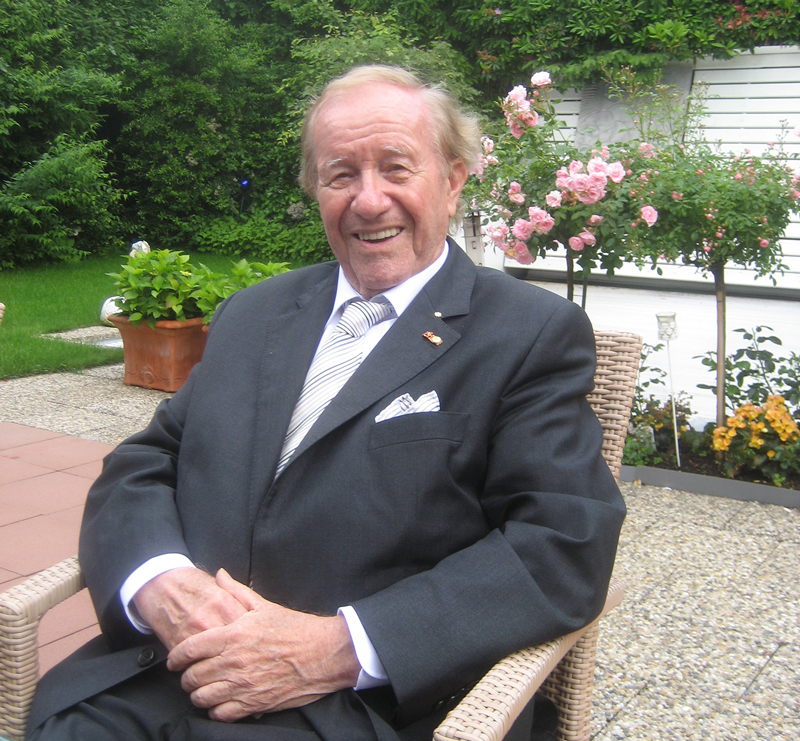
Siegfried Steiger, Juli 2016 in Winnenden

Angesichts dieses einschneidenden Erlebnisses wurde den Eltern, Siegfried (* 1929, † 2022) und Ute Steiger (* 1933, † 2022) bewusst, dass das Rettungswesen in Deutschland unterentwickelt und in ländlichen Regionen kaum vorhanden war. Deshalb machten es sich die beiden zur Lebensaufgabe, ein bundesweit funktionierendes Rettungssystem zu etablieren. Dieses Ziel verfolgt die Björn Steiger Stiftung weiterhin.
Ende der 1960er Jahre gab es in der ganzen Bundesrepublik weder rund um die Uhr besetzte Leitstellen noch eine Koordinierung der Hilfsorganisationen. Engmaschig aufgestellte Notrufsäulen, eine gute Zusammenarbeit von Feuerwehr, Krankenhäusern oder Rettungsstationen und die Einführung einer einfachen kostenlosen Rufnummer in ganz Deutschland waren die wichtigsten Ziele. Ute und Siegfried Steiger gründeten die Björn Steiger Stiftung – erst als Verein, der später zu einer Stiftung umgewandelt wurde – suchten Partner in der Politik, bei Banken und in der Wirtschaft. Unterstützung erhielten sie u. a. von Hilda Heinemann, der Ehefrau des damals neu gewählten Bundespräsidenten. Um die Ziele der Stiftung finanziell umzusetzen, setzte das Ehepaar Steiger nicht nur auf Spenden und Sponsoren, sondern verpfändete sogar dreimal das eigene Wohnhaus, um Hubschrauber und Rettungsfahrzeuge usw. zu finanzieren. Erste Ergebnisse waren die Einführung des BOS-Funksystems im Rettungsdienst, Entwicklung des ersten modernen Rettungswagens, der erste 24-Stunden-Notarztwagen, das Aufstellen von Notruftelefonen an deutschen Straßen und der Beginn der zivilen Luftrettung. Die Einführung der bundeseinheitlichen Notrufnummer 110/112 sowie die dazugehörige Leitstellenstruktur im Jahr 1973 zählt zu den größten Errungenschaften der Stiftung. Ute und Siegfried Steiger betrachteten die Gründung der Stiftung als ihr Lebenswerk.

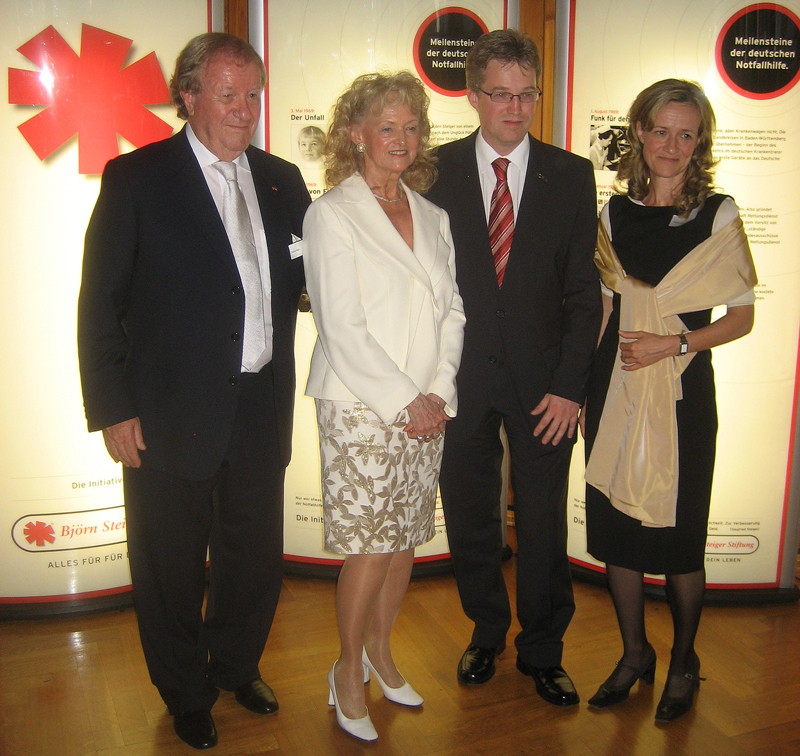
Familie Steiger (von links): Siegfried, Ute, Pierre-Enric, Nicole Steiger; Vierzigjahrfeier der Björn Steiger Stiftung, 7. Juli 2009, Winnenden

Die Stiftung ist laut der Frankfurter Allgemeinen Zeitung für einen ganz wesentlichen Teil der modernen deutschen Notfallhilfe verantwortlich.

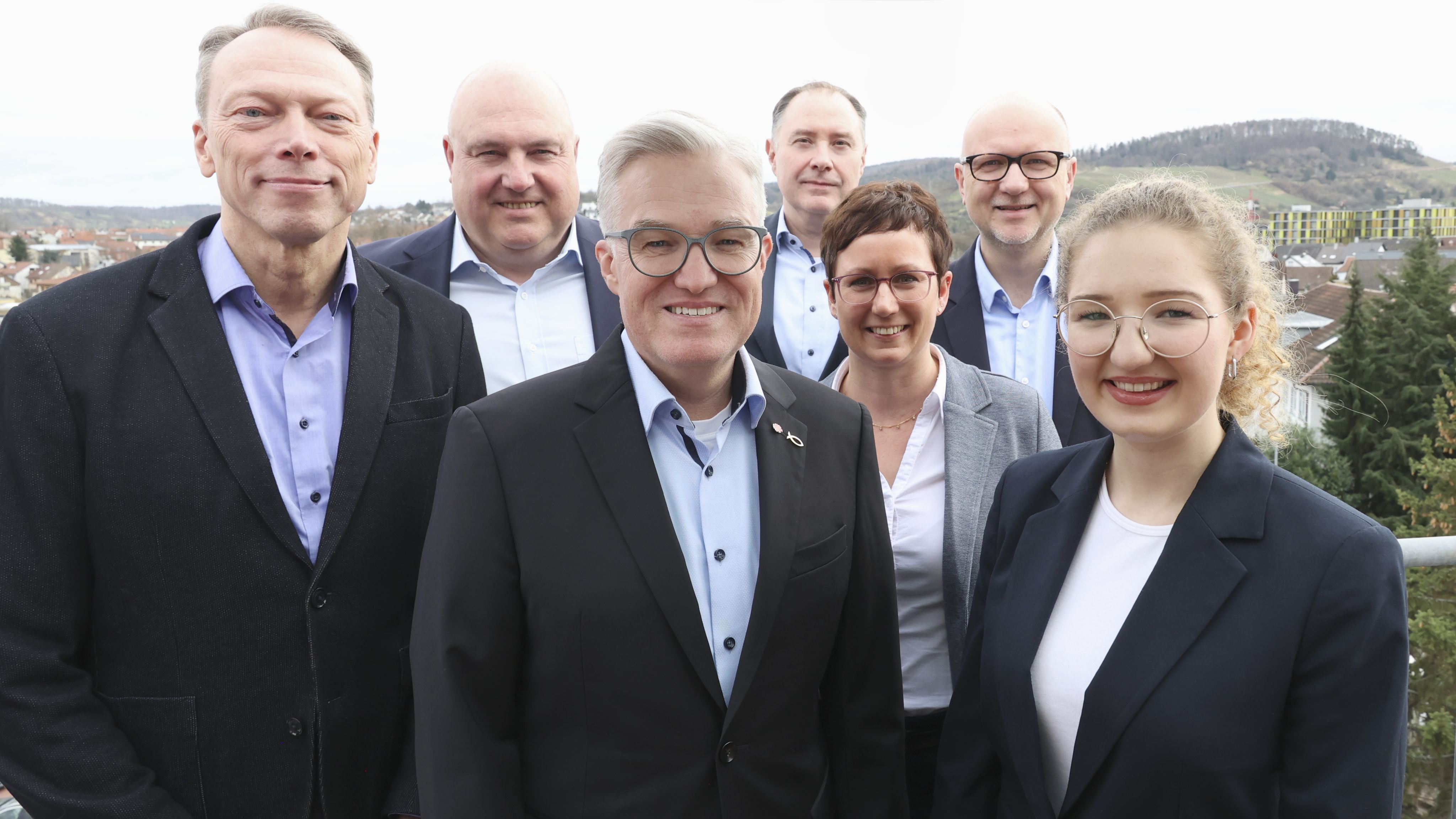
Vorstand und Geschäftsführung der Björn Steiger Stiftung, 2024

## Verbesserung der Notfallhilfe im Allgemeinen

### Forderungen zur Verbesserung der Notfallhilfe und Einführung einer einheitlichen Notrufnummer
Die Stiftung forcierte die Verbesserung der Kommunikation im Rettungswesen: zahlreiche Notrufsäulen an deutschen Bundes-, Land- und Kreisstraßen konnten aufgestellt werden, ebenso der heute selbstverständliche BOS-Sprechfunk im Rettungswesen und die bundeseinheitlichen Notrufnummern 110 und 112 wurden eingeführt. Es dauerte noch viele Jahre, bis das Rettungswesen den heutigen Stand erreicht hatte. Auch neue Gesetze wurden beschlossen, die beispielsweise garantieren sollen, dass maximal 15 Minuten vergehen, um an einen Einsatzort zu gelangen.
Im Juni 2011 teilte die Stiftung mit, dass in allen Bundesländern außer in Baden-Württemberg die Säulen an Bundes-, Land- und Kreisstraßen bis zum Jahresende abgebaut würden. Die Notrufsäulen seien nicht mehr finanzierbar. Auch die heute selbstverständliche Handynutzung und die Möglichkeit, diese zu orten, tragen ihren Teil dazu bei, dass Notruftelefone am Straßenrand immer seltener gebraucht werden. Zu Hochzeiten betrieb die Stiftung nach eigenen Angaben bundesweit mehr als 7600 Notruftelefone an über 35.000 Kilometern Straße. Heute sind es noch knapp 1200 Notruftelefone in Baden-Württemberg.

Die Initiative LifeService 112 optimierte bis zum Jahr 2009 die Notfallversorgung durch schnellere Handyortungen im Notfall. Bis 2011 nutzten alle Notrufzentralen in Deutschland das von der Stiftung entwickelte und bis 2009 betriebene System, um Notrufende zu lokalisieren. Aufgrund einer Gesetzesänderung im Telekommunikationsgesetzes ist dies seither nicht mehr mit einer zentralen Lösung möglich. Die Handyortung wurde von der „Björn Steiger Stiftung Service GmbH“ angeboten. Diese wurde zwischenzeitlich im Rahmen einer Steuernachforderung durch die Allianz SE im Jahre 2009 übernommen. 

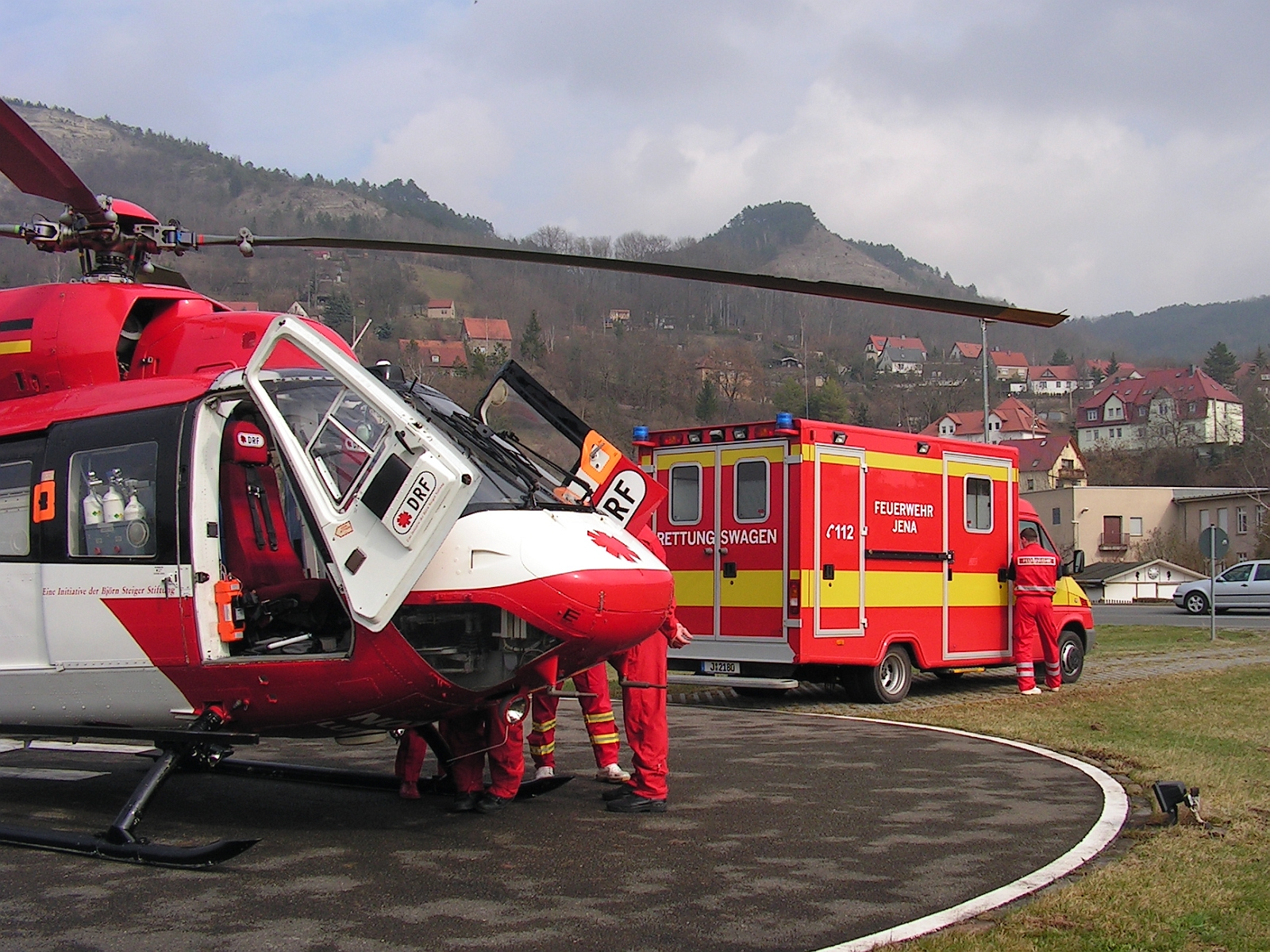
Rettungshubschrauber Eurocopter BK-117B-2 für die Luftrettung

### Verbesserung der Luft- und Landrettung
Auf Initiative der Stiftung entstand im Bereich der Luftrettung die Deutsche Rettungsflugwacht e. V. (DRF). die daraufhin federführend in der Bundesrepublik als Initiative der Björn Steiger Stiftung die Luftrettung aufbaute. Am 1. August 1990 wurde die Luftrettung als Projekt der Björn Steiger Stiftung auch in der DDR aufgebaut. Des Weiteren wurde das Notarzteinsatzfahrzeug (NEF) und später der Baby-Notarztwagen entwickelt, die beide inzwischen weit verbreitet sind.
Mit der zunehmenden Verkehrsdichte der 1960er Jahre entstand die Notwendigkeit, insbesondere eingeklemmte Unfallopfer trotz hohen Verkehrsaufkommens schnell aus dem Fahrzeug zu befreien, um ihnen medizinische Hilfe zukommen zu lassen. Die gängigen Geräte- und Rüstwagen der damaligen Zeit waren jedoch zu groß und schwerfällig, um in Staus noch schnell vorankommen zu können. Außerdem besaßen sie keine hydraulischen Rettungsgeräte an Bord. Im Jahr 1974 wurde seitens der Stiftung und der Stuttgarter Feuerwehr unter Verwendung der ersten aufkommenden Schneid- und Spreizgeräte der Firma Hurst das Konzept eines Schnellbergungswagens entwickelt und auf einem Range-Rover-Fahrgestell aufgebaut. Das Fahrzeug wurde am 15. Mai 1974 in Dienst gestellt. Abgeleitet von diesem Prototyp entwickelten sich die Vorauseinsatzfahrzeuge, erst die Vorausgerätewagen und später die Vorausrüstwagen mit fest eingebauten Hydraulikaggregaten.

### Kampf dem Herztod (seit 2001) und Herzsicher (seit 2013)

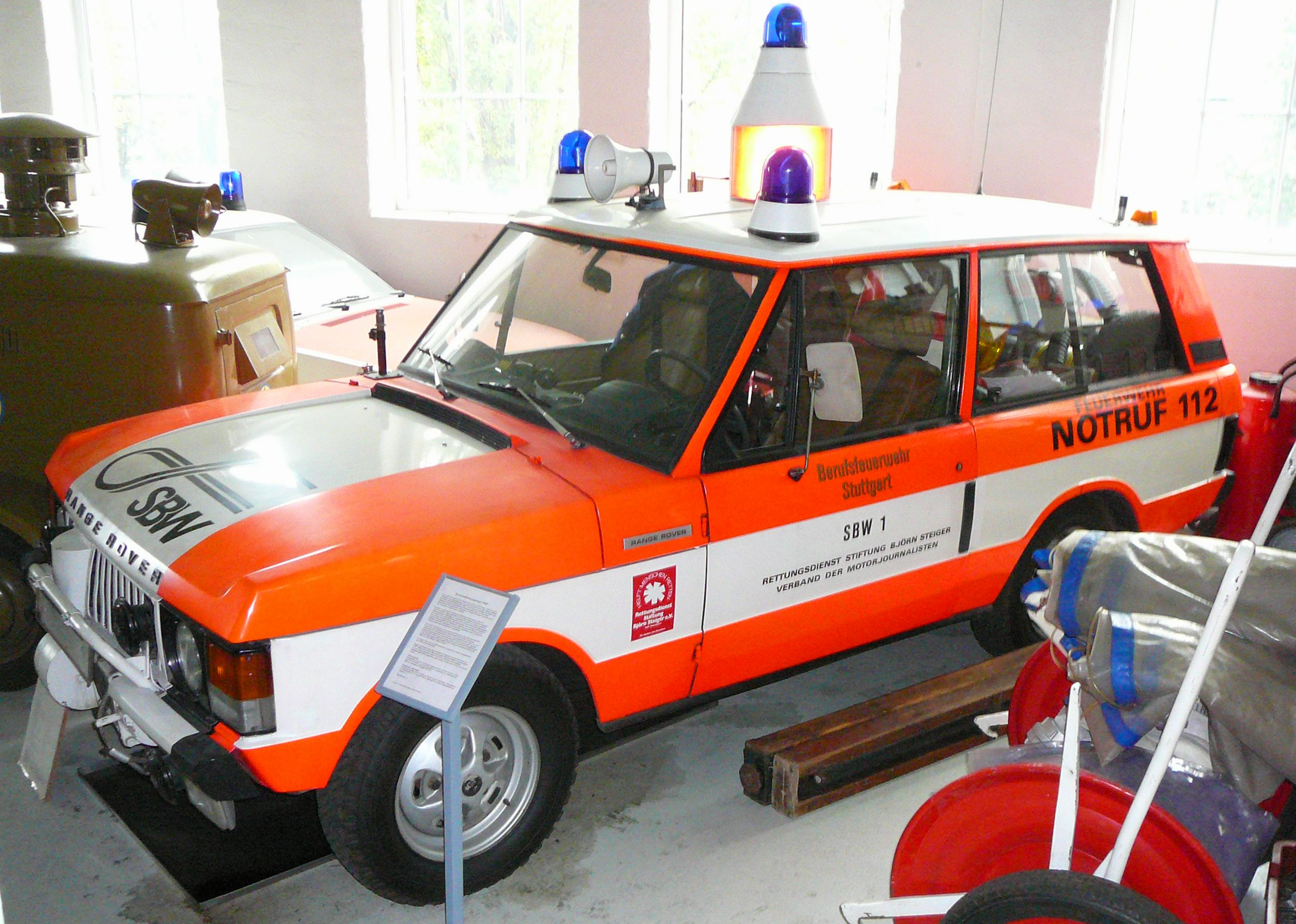
„Schnellbergungswagen“ SBW-1, 1984

Die Kampagne Kampf dem Herztod verfolgt das Ziel die jährlich 100.000 Opfer des Herztodes in Deutschland zu reduzieren. Durch das flächendeckende Aufstellen von sogenannten Laiendefibrillatoren, welche selbst unerfahrene Ersthelfer anweisen können, würden deutlich weniger Menschen Opfer eines Herztodes werden. Darüber hinaus fordert die Stiftung auch mehr öffentliche Schulungen, um Hemmungen beim Thema Erste Hilfe abzubauen, und führt diese auch selbst durch. Seit 2013 stattet die Björn Steiger Stiftung im Rahmen des Folgeprojekts Herzsicher Städte und Landkreise mit Laien-Defibrillatoren aus und schult die Bevölkerung in erster Hilfe.

### Baby-Notarztwagen (seit 1974)

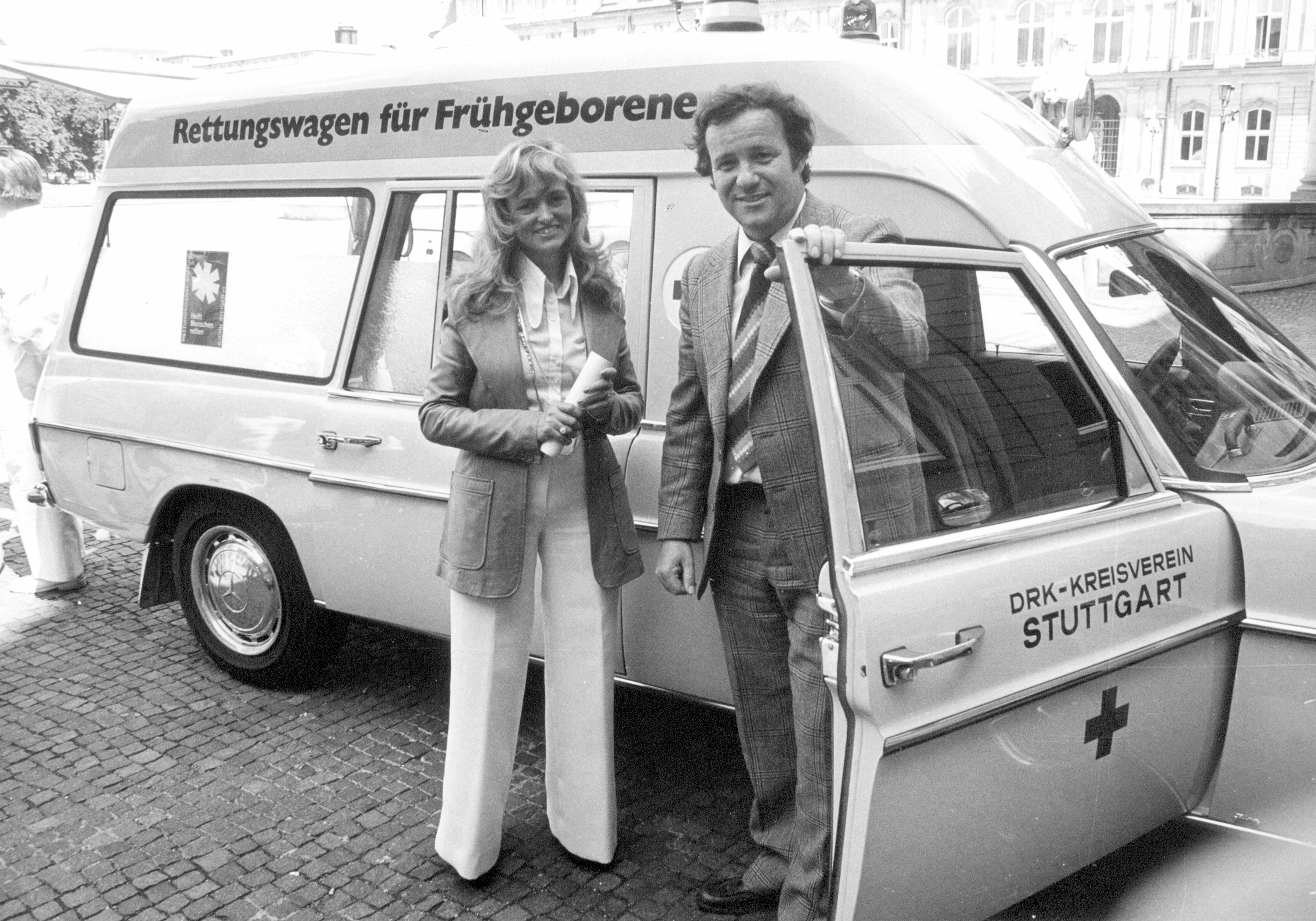
Ute und Siegfried Steiger vor dem ersten Baby-Notarztwagen „Rettungswagen für Frühgeborene Stuttgart“, 25. Juni 1974

Im Zuge der für eine westliche Industrienation sehr hohen Säuglingssterblichkeitsrate in Deutschland Mitte der 1970er Jahre initiierte die Björn Steiger Stiftung die Entwicklung sogenannter Baby-Notarztwägen. Hier können Ersthilfemaßnahmen für Frühchen und andere Säuglinge durchgeführt und ein sicherer Transport in spezielle Krankenhäuser ermöglicht werden. Mittlerweile gibt es die Baby-Notarztwägen in der 5. Generation.

### Retten macht Schule (seit 2007)
Da nach Notfällen die ersten Minuten entscheidend sein können, möchte auch hier die Björn Steiger Stiftung bereits Schüler schulen und sensibilisieren. Die Stiftung bildet Schüler ab der siebten Klasse an weiterführenden Schulen in Erster Hilfe aus. Was als Initiative der Stiftung begann, soll laut dem Schulausschuss der Kultusministerkonferenz Einzug in die Lehrpläne erhalten. Seine Empfehlung ist, dass an allen deutschen Schulen ab der siebten Klasse flächendeckend Wiederbelebungskurse gegeben werden.

### Sani Sanelli (2005 bis 2019)
Sani Sanelli war ein Projekt, welches die Björn Steiger Stiftung bundesweit gestartet hatte. Im Rahmen dieses Projekts sollten Grundschüler spielerisch das Verhalten im Notfall und das richtige Absetzen eines Notrufs erlernen. Zu den Lernmaterialien gehörten Handy-Attrappen, zum Beispiel spezielle Kinderbücher (Durch Abenteuer mit Sani Sanelli für den Notfall lernen), ein Lied der Gruppe Bläck Fööss (112 Hilfe eilt herbei) und der rote Plüschkobold „Sani Sanelli“. Darüber hinaus gab es für die Lehrkräfte eine didaktische Anleitung. 2018 ist das Projekt Sani Sanelli in das Nachfolgeprojekt Ritter Björn übergegangen.

### Ritter Björn (seit 2018)
Während das Projekt Retten macht Schule sich auf Schüler ab der siebten Klasse fokussiert, richtet sich die Initiative Ritter Björn an Vorschulkinder in Kindergärten und Kitas. Hier lernen die Kinder schon die wichtige Notfallnummer 112 sowie das richtige Beantworten von Fragen im Notfall. Ebenfalls wird die stabile Seitenlage trainiert. Alle Kampagnen von Ritter Björn bis zu Retten macht Schule sind für die Einrichtungen sowie für die teilnehmenden Kinder kostenfrei.

### Kongress 2019
Anfang Juli 2019 wurde zum 50-jährigen Bestehen der Björn Steiger Stiftung der Fachkongress „Wege zum Rettungsdienst der Zukunft“ in Berlin ausgerichtet. Die Stiftung schlug hier angesichts des überlasteten Rettungsdienst-Personals, nicht besetzter Notarztstellen und des ansteigenden Notruf-Volumens Alarm. Sie kritisierte auch, dass es beim Rettungsdienst keine einheitlichen bundesweiten Qualitätsstandards gibt und dass der Zivildienst als natürliches Rekrutierungsinstrument des Rettungsdienstes weggefallen ist. Die Stiftung forderte massive Veränderungen im Rettungswesen. So müssten u. a. gesetzliche Grundlagen, die Aus- und Weiterbildung, Notrufabfragen und die Versorgung von Notfallpatienten auf bundesweit einheitlichen Füßen stehen.

### Notrufsäulen an Gewässern (2019)
In Zusammenarbeit mit der Deutschen Lebens-Rettungs-Gesellschaft (DLRG) stellt die Björn Steiger Stiftung Rettungssäulen an Badeseen und Stränden auf. Die Standorte der Säulen sind bei der Leitstelle hinterlegt, sodass der Rettungsdienst sofort den Einsatzort kennt.

### Helden. Retten. Leben. (Seit 2020)
2018 als weltweite interne Gesundheitsaktion der BASF gestartet, gehört die Initiative seit April 2020 zur Björn Steiger Stiftung. Sie ermöglicht Organisationen und ihren Beschäftigten einen Einstieg in die Themen Erste Hilfe und betriebliches Gesundheitsmanagement.

### RescueFly (2022)

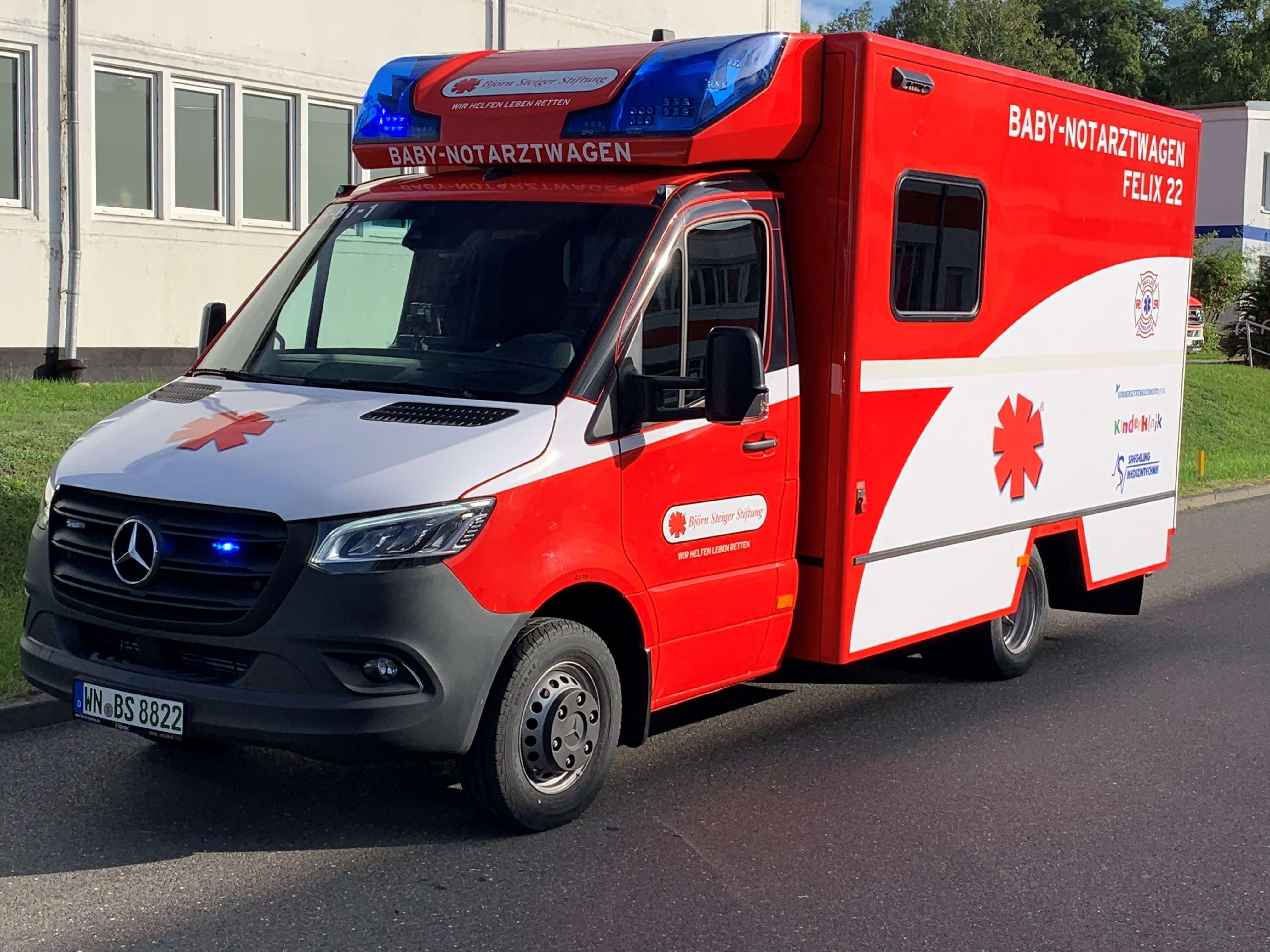
Im Jahr 2023 wurde das neuste Modell des Baby-Notarztwagens „Felix 22“ in Jena in Betrieb genommen

Am 1. Januar 2022 wurde das Projekt RescueFly unter der Koordination der Björn Steiger Stiftung gestartet. Ein interdisziplinäres Team von Wissenschaftlern und Unternehmen entwickelt technische und operative Lösungen für drohnenunterstützte Rettungsaktionen. Das KI-gestützte Rescue Fly-System wurde erstmals erfolgreich am 6. Oktober 2023 am Partwitzer See, Sachsen, getestet.

### AKUT (2022 bis 2023)
In Zusammenarbeit mit dem Initiativkreis Ruhr war das Ziel des Projekts „Akut“, Kindern und Jugendlichen, die aufgrund des Krieges in der Ukraine ihre Heimat verlassen mussten, psychologische Hilfe zu leisten. Unterstützt wurde das Projekt von den Bundesligaklubs Borussia Dortmund und FC Schalke 04 sowie der RAG-Stiftung.

### AIRCIS (2023)
Im Rahmen des Projekts AIRCIS (Artificial Intelligence in Rescue Chains) erforschen Experten aus Wissenschaft und Wirtschaft, wie im Bereich Gesundheit und Mobilität die Rettungskette unter extremen Wettereinflüssen gestärkt werden kann. “Dazu soll das Einsatzaufkommen auf Basis der Realdaten einer Leitstelle mittels KI prognostiziert und eine Simulation zur Abbildung der gesamten Rettungskette entwickelt werden.” Das Projekt wird zu 75 Prozent vom Bundesministerium für Digitales und Verkehr gefördert.

### Kampagne „Rettet die Retter“ (2023)

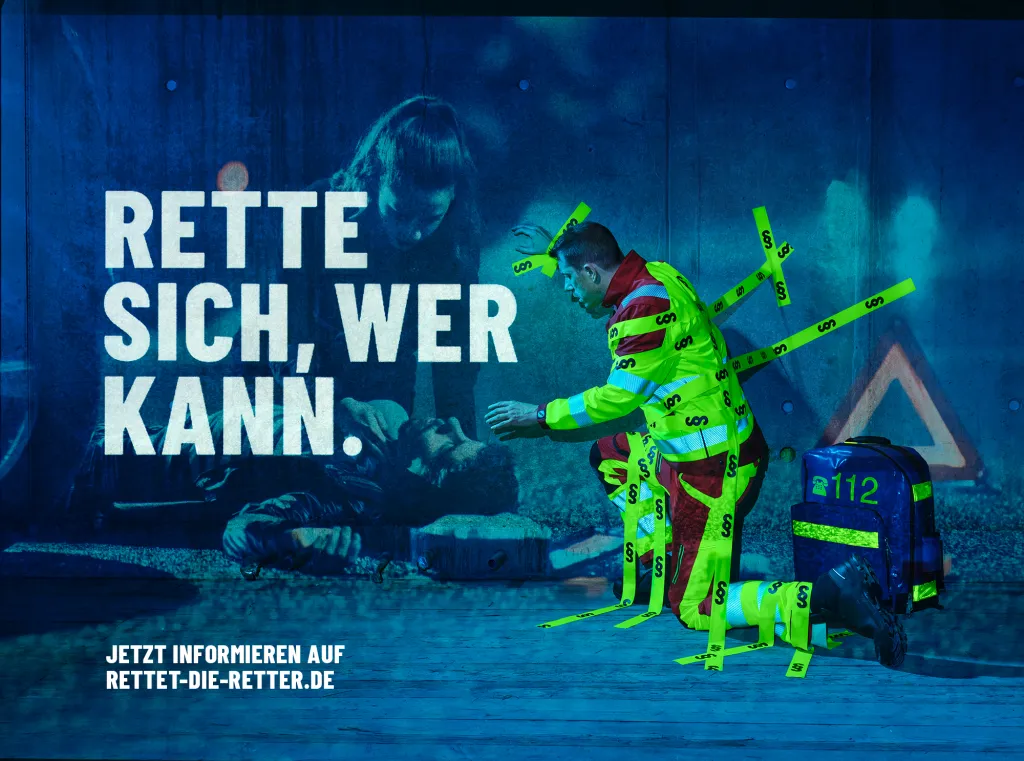
Motiv der bundesweiten Kampagne „Rettet die Retter“.

Die bundesweite Kampagne „Rettet die Retter“ wurde im Jahr 2023 gestartet, um eine Verbesserung von Notfallversorgung und Rettungsdienst in Deutschland zu erreichen. Eine Kernforderung ist die Schaffung eines bundeseinheitlichen Rettungsdienstrahmengesetzes.

## Botschafter
Derzeit setzen sich die Schauspielerin Kristin Meyer, der Fußballtrainer Peter Neururer und die Leichtathletin Katharina Bauer als „Botschafter“ für die Björn Steiger Stiftung ein.

## Engagement im Ausland
- Die Stiftung begann im Jahr 2016 mit dem Aufbau einer Notfallrettung nach deutschem Vorbild in China.[63] Das Projekt wurde vom chinesischen und dem deutschen Gesundheitsministerium begleitet.[63][64] Im Februar 2024 berichtete die Stuttgarter Zeitung mit Verweis auf eine Sprecherin des Gesundheitsministeriums, es sei seitdem nicht viel passiert, „da unter anderem die chinesische Seite die Zeit für eine landesweite Systemlösung im Rettungsdienst seinerzeit nicht gekommen sah“.[65]
- Ein zweites großes Projekt begann 2016 mit der Eröffnung eines Büros in Sri Lanka. Hier sollte ein ähnliches Rettungswesen wie in Deutschland aufgebaut werden.[63][66] Da Sri Lanka im April 2022 aufgrund staatlichen Missmanagements zahlungsunfähig geworden sei, sei „jede konkrete Aussage über ein kommendes, weiterführendes Engagement der Björn Steiger Stiftung in Sri Lanka verfrüht“.[67]

## Herausforderungen und Kritik
- Die Stiftung geriet im Jahr 2010 in den öffentlichen Fokus, da sie in finanzielle Schwierigkeiten geriet und das Land Baden-Württemberg eine Bürgschaft über 1,5 Millionen Euro genehmigte.[68] Die Öffentlichkeit und Teile des damaligen Wirtschaftsausschusses, welcher die Bürgschaft genehmigte, sahen das sehr kritisch. Ihre Kritik war, dass die Stiftung unnötige und zu hohe Kosten habe. Auch sei der Umgang mit Mitgliedsbeiträgen, Spenden und anderen Zuwendungen nicht zielführend.[68] Hintergrund war, dass die Björn Steiger Stiftung AED-Geräte erwarb und verkaufte, die zunächst umsatzsteuerreduziert waren. Jedoch verlangte das Finanzamt im Nachhinein Steuern auf die verkauften Geräte, da es einen gewerbsmäßigen Handel gegeben sah.[28] Dies führte zu einem langen und kostspieligen Rechtsstreit, bei dem am Ende die Stiftung zwar Recht behielt, jedoch aufgrund des Rechtsstreits in finanzielle Schwierigkeiten geriet.[28] Dadurch konnte sie auch nicht, wie vom Land gewünscht, die weitere Finanzierung der Notrufsäulen leisten.[69] Dies führte zur Beantragung einer Landesbürgschaft,[68] die aber letztlich von der Stiftung nicht in Anspruch genommen wurde.[70]
- Mittlerweile gibt es einige Unternehmen, die sich als Trittbrettfahrer an der Kampagne Kampf dem Herztod bereichern wollen. Diese Unternehmen verkaufen oft überteuerte AED-Geräte an ein oder sogar mehrere Unternehmen gleichzeitig.[71] Diese Aktionen werden unabhängig von der Björn-Steiger-Stiftung durchgeführt, werfen aber ein negatives Bild auf die Kampagne im Allgemeinen. Die Stiftung hat mehrfach öffentlich vor dem Vorgehen solcher Unternehmen gewarnt und es auch entsprechend kritisiert.[72]